# Podejrzany
Podejrzany – w polskim postępowaniu karnym uczestnik postępowania definiowany w art. 71 § 1 k.p.k. jako osoba, wobec której wydano postanowienie o przedstawieniu zarzutów (art. 313 § 1 k.p.k.) albo której bez wydania takiego postanowienia postawiono zarzut w związku z rozpoczęciem przesłuchania w charakterze podejrzanego (zob. jednak art. 308 § 3 k.p.k.).
Przepisy kodeksowe w procedurze karnej, jeżeli posługują się określeniem „oskarżony” w znaczeniu ogólnym, stosuje się bezpośrednio także wobec podejrzanego (art. 71 § 3 k.p.k.).
Nie należy mylić podejrzanego z kodeksowym pojęciem osoby podejrzanej.
W ramach tzw. dochodzenia w niezbędnym zakresie, w toku czynności niecierpiących zwłoki (zwłaszcza przy groźbie zatarcia śladów i dowodów przestępstwa) osobę podejrzaną przesłuchuje się. W ciągu 5 dni od dnia przesłuchania w przypadkach, w których formą postępowania przygotowawczego musi być śledztwo, osobie takiej należy przedstawić postanowienie o przedstawieniu zarzutów albo umorzyć postępowanie (art. 308 § 3 k.p.k.).